# Пернокари-Презиначи (Вибо Валенција)
Пернокари-Презиначи је насеље у Италији у округу Вибо Валенција, региону Калабрија.
Према процени из 2011. у насељу је живело 1644 становника. Насеље се налази на надморској висини од 551 м.